# Muzeul de Artă din Craiova
Muzeul de Artă din Craiova este un muzeu județean din Craiova, amplasat în Calea Unirii nr. 15. Înființat în anul 1908 sub numele de Pinacoteca Alexandru și Aristia Aman, va deveni în 1954 Muzeul de Artă Craiova. 
Muzeul este adăpostit în Palatul Constantin Mihail, monument de arhitectură, cunoscut și ca Palatul Jean Mihail,  construit în 1900 - 1907 în stilul eclectic (cu influențe puternice de neobaroc), după planurile arhitectului francez Paul Gottereau, inaugurat în 1909. Palatul a fost donat statului în anul 1936. 

## Istoricul clădirii
Clădirea are și o valoare memorială: în 1913, în această clădire a fost găzduit regele Carol I și familia sa; între 19 septembrie - 9 octombrie 1939, aici a fost găzduit guvernul polonez aflat în refugiu, în frunte cu Eduard Smigli-Ritz iar între 5 noiembrie - 25 decembrie 1939 a fost găzduit președintele Poloniei, Ignacy Mościcki. Tot aici au avut loc tratativele din vara anului 1940 în urma cărora România a semnat Tratatul de la Craiova prin care a cedat Bulgariei Cadrilaterul. În septembrie 1943, aici a fost Comandamentul Armatei a 53-a, condusă de generalul Manakarov. În toamna anului 1944, în clădire a locuit timp de cinci săptămâni Iosip Broz Tito, iar la 5 septembrie 1944 s-a semnat aici acordul între Comitetul Național de Eliberare a Iugoslaviei și Frontul Patriei din Bulgaria.

## Exponatele muzeului
Muzeul prezintă publicului colecții de pictură universală (școală olandeză, flamandă, franceză, italiană) și românească (secolele XVI - XX, lucrări de Constantin Lecca, Theodor Aman, Ștefan Luchian, Nicolae Tonitza, Ion Țuculescu, Eustațiu Stoenescu), șapte sculpturi de Constantin Brâncuși, colecțiile de icoane și grafică românească. Obiectele sunt expuse în Galeria de artă universală, Galeria de artă românească și Cabinetul Constantin Brâncuși.